# Atletika na Letních olympijských hrách 1992 – 800 metrů muži
Běh na 800 metrů mužů na Letních olympijských hrách 1992 se uskutečnil ve dnech 1.–5. srpna na Olympijském stadionu v Barceloně. Zlatou medaili získal keňský běžec William Tanui, stříbrnou jeho krajan Nixon Kiprotich a bronz Američan Johnny Gray.

## Výsledky finálového běhu
| *                | jméno             | země                   | čas     |
| ---------------- | ----------------- | ---------------------- | ------- |
| Zlatá medaile    | William Tanui     | Keňa                   | 1:43,66 |
| Stříbrná medaile | Nixon Kiprotich   | Keňa                   | 1:43,70 |
| Bronzová medaile | Johnny Gray       | Spojené státy americké | 1:43,97 |
| 4                | José Luíz Barbosa | Brazílie               | 1:45,06 |
| 5                | Andrea Benvenuti  | Itálie                 | 1:45,23 |
| 6                | Curtis Robb       | Velká Británie         | 1:45,57 |
| 7                | Réda Abdenouz     | Alžírsko               | 1:48,34 |
| 8                | Mark Everett      | Spojené státy americké | DNF     |